# Pionierschiffe der DDR

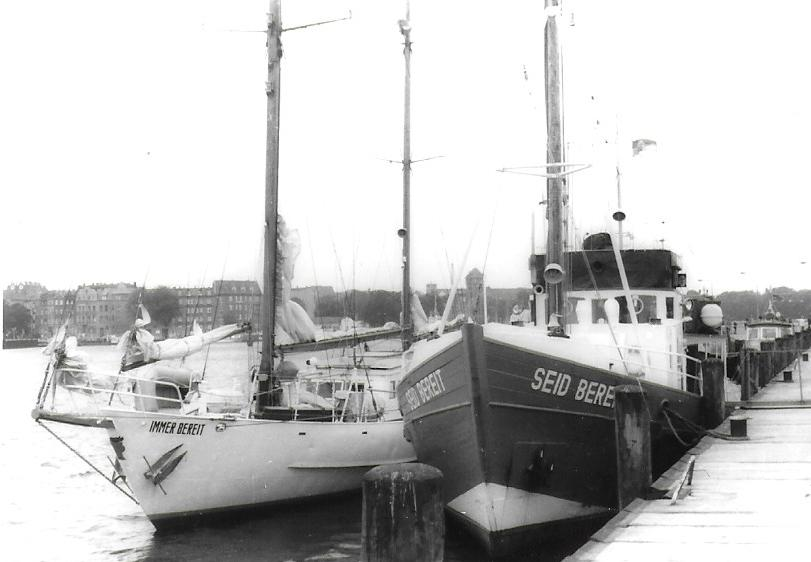
Die Pionierschiffe Immer bereit (Segelyacht) und der Kutter Seid bereit (ex KFK 327) 1981 im Hafen von Stralsund

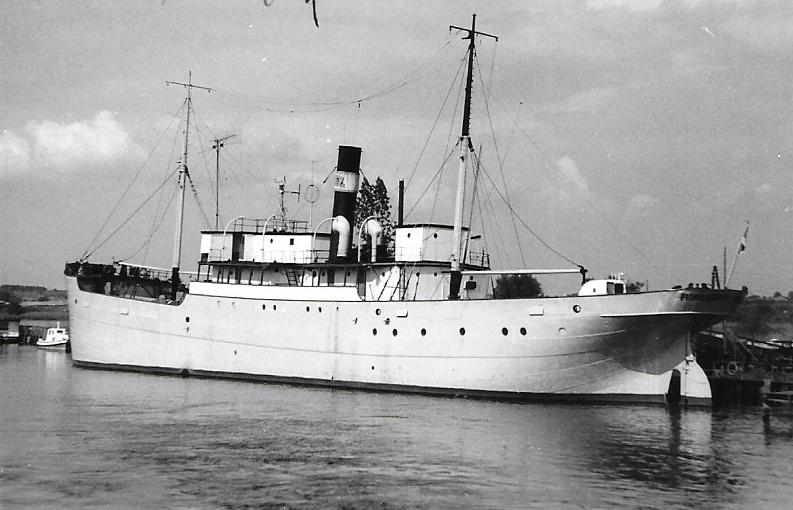
Das stationär betriebene Pionierschiff Vorwärts 1981 in Rostock, hier an seinem alten Liegeplatz am Mühlendamm, war ein Ort für die maritime Schülerfreizeit von Kindern und Jugendlichen.

Die Pionierorganisation Ernst Thälmann der DDR war Eigner von sogenannten Pionierschiffen.
- Dampfer Vorwärts ex. Grete Cords, das erste Schiff der DSR, wurde nach Außerdienststellung 1955 dem „Haus der Jungen Pioniere“ in Rostock übergeben und diente im Rahmen der AG „Junge Matrosen“ für Schüler ab der 4. Klasse als stationäre Ausbildungsstätte bis 1989, danach wurde die „Vorwärts“ verschrottet.

- Unter dem Namen Seid bereit wurde der 1943 gebaute ehemalige Kriegsfischkutter KFK 327 im Ostseeraum um Rostock von 1969 bis 1989 als fahrende Ausbildungsstätte vom „Haus der Jungen Pioniere“ in Rostock in der AG „Junge Matrosen“ eingesetzt – mit Fahrten in den Sommerferien bis nach Tallinn und Riga als ein abschließender Höhepunkt für Schüler überwiegend in der 10. Klasse.

- Klaus Störtebeker (I) unterstand dem „Haus der Jungen Pioniere“ Stralsund, war zuvor als Motorschulboot Patriot von 1956 bis 1960 an der „GST-Seesportschule“ Greifswald-Wieck stationiert und diente danach bis zu seiner Abwrackung 1977 als schwimmende Ausbildungsbasis in Stralsund.

- Klaus Störtebeker (II) unterstand ebenfalls dem „Haus der Jungen Pioniere“ Stralsund, war zuvor als Motorschulschiff Freundschaft (II) ex. Fürstenberg an der GST-Marineschule „August Lütgens“ Greifswald-Wieck von 1959 bis 1973 stationiert und danach im Stralsunder Hafen. Nach der Wende (1989/90) übernahm die Hansestadt Stralsund das ehemalige Pionierschiff. Die Insel Dänholm im Strelasund wurde später sein neuer Liegeplatz. Es dient heute der dortigen Segelschule als Freizeitangebot für Kinder und Jugendliche.

- Thälmann-Pionier hieß ein Dampfschiff des Typs Kolomna der DSR, Heimathafen Rostock, das von 1957 bis 1970 im Mittelmeerdienst eingesetzt war, anschließend nach Griechenland verkauft wurde, unter dessen Flagge als Frachter bis 1979 fuhr und danach dort verschrottet wurde.

- Die Segelyacht Immer Bereit, ein Zweimaster mit Kielschwert, wurde am 7. Oktober 1961 an die Kreispionierorganisation Ueckermünde übergeben und wird von der dortigen Station Junger Naturforscher (heute: Zentrum für Erlebnispädagogik und Umweltbildung) seit Mai 1962 eingesetzt, um Tagesfahrten mit Schulklassen zu unternehmen, heute unter dem Namen Greif von Ueckermünde.[1]

- Grundlage und Idee für die fünfteilige Fernsehserie des Fernsehens der DDR Das Mädchen Störtebeker / Abenteuerfilm bildeten die Lebensgeschichte Störtebekers und die Pionierjacht Immer Bereit basierend auf einer Idee des Wismarer Schriftsteller Hans Draehmpaehl (1932–1994).

- Pionierschiff Fritz Weineck auf der Saale in Halle/Saale.

- Pionierschiff Immer Bereit 1988–1990, die ehemalige Condor und heutiges Jugendschiff Likedeeler

## Bedeutung innerhalb der DDR
Die Schiffe boten nicht nur die Möglichkeit zur Freizeitgestaltung, sondern dienten auch der Unterstützung der späteren individuell zu treffenden Berufswahl, wie zwei Beispiele für maritim interessierte Schüler im Zusammenhang mit dem Aufbau der DDR-Handelsflotte zeigen: Einerseits wurde 1955 der nicht mehr einsatzfähige Dampfer Vorwärts (Schiff, 1903) in Rostock als ein Pionierschiff der Pionierorganisation Ernst Thälmann zur maritimen Freizeitgestaltung übergeben. Andererseits wurde im Gegenzug als Dankeschön der Eifer von 100.000 Jungen und Mädchen aus allen Teilen der Republik auf dem 2. Pioniertreffen in Dresden angesprochen und als symbolische Antwort „Wir werden ein neues Schiff bauen!“ dokumentiert. In kurzer Zeit wurden dafür 1,5 Millionen Mark sowie 38.500 t Eisenschrott, 650 t Buntmetall, 300 t Papier und vieles Andere mehr zusammengebracht, sodass 1957 aus der ursprünglich für die UdSSR bestimmten Kolomna-Schiffbaureihe die feierliche Indienststellung des auf der Neptun-Werft statt mit Kohlefeuerung nunmehr mit moderner Ölfeuerung gebauten Schiffes MS „Thälmann-Pionier“ für die junge DDR-Handelsflotte erfolgte. Zur feierlichen Indienststellung von MS „Thälmann-Pionier“ am 15. März 1957 wurden 102 Kinder als die besten Pioniere der Republik zur Übernahme des Schiffes nach Rostock delegiert und die ebenfalls eingebundene Rosa Thälmann sandte dazu ein Grußtelegramm. Am 16. März 1957 berichtete ADN (1946–1992), dass der Nationalpreisträger Kurt Barthel an der Jungfernfahrt von MS „Thälmann-Pionier“ teilnahm und auf „hoher See“  den Jungen und Mädchen ein neues Lied geschrieben hat, das von den über 100 Jungen Pionieren bei der Heimkehr mit dem Dampfer nach Rostock gesungen wurde. Unter „DDR Hymnen und Jugendlieder der 50er“ überliefert ist für die vorstehend beschriebene Zeit „Guten Morgen, du glücklicher junger Kapitän (Lied vom glücklichen, jungen Kapitän)“ von Kurt Barthel.
Gesellschaftlicher Hintergrund für das „Pionierschiff Vorwärts“ und für weitere „Pionierschiffe“ zur außerschulischen maritimen Freizeitgestaltung und Ausbildung in der Pionierorganisation der DDR war der 3. Parteitag der SED in 1950, auf welchem durch Walter Ulbricht die gesamtgesellschaftliche Bedeutung des Aufbaus einer neuen Hochsee-Handelsflotte der DDR besonders betont wurde, so dass nach der 1952 angeordneten Bildung des VEB Deutsche Seereederei  mit Sitz in Rostock (DSR) sich für die DDR und somit auch für die Pionierorganisation Ernst Thälmann die dokumentierte Frage der zukünftigen Personalgewinnung stellte: „Wo nehmen wir die Seeleute her?“.
Insbesondere mit dem 1955 in Rostock an die Pionierorganisation übergebenen „Pionierschiff Vorwärts“ standen in der Bezirkshauptstadt vom damaligen Ostseebezirk somit geeignete Räumlichkeiten zur Verfügung und junge Pioniere in Matrosenuniform konnten in ihrer Schülerfreizeit auf ihrer „Vorwärts“  z. B. bei einer Ausbildung an einer Seekarte (Papierkarte) beobachtet und dokumentiert werden.
Gruppen von Schülern in der Arbeitsgemeinschaft Junge Matrosen mit gemeinsamen maritimen Interessen konnten insbesondere in Rostock ihre staatlich geförderten außerunterrichtlichen Tätigkeiten unter dem Dach von einem Pionierhaus an Bord vom „Pionierschiff Vorwärts“ -sowie an Bord von weiteren Pionierschiffen auch in weiteren kleineren Städten- unter Aufsicht und altersgerechter Anleitung von geeigneten Pädagogen des jeweiligen örtlich zuständigen Pionierhauses ausüben, was neben der reinen Freizeitgestaltung über die zusätzliche pädagogische Wissensvermittlung, Aktivierung und Selbsttätigkeit der Schüler in ihrer Persönlichkeitsentwicklung eine Bedeutung für den gesamten Prozess von Schulbildung und Erziehung ähnlich wie bei einem „überbetrieblichen Schülerpraktikum parallel zum Schuljahr“ von der 4. bis zur 10. Klasse hatte und beispielsweise durch Seemännische Knoten sowie in den höheren Klassenstufen auch durch den Seesport eine frühzeitige Orientierung der Schulkinder auf ihre eventuell gewünschte berufliche Zukunft als zukünftige Seeleute in der DDR ermöglichte. Die pädagogische Ausgestaltung in den außerunterrichtlichen Arbeitsgemeinschaften wurde 1964 im Rahmen einer Dissertation am Pädagogischen Zentralinstitut in Berlin an zwei Arbeitsgemeinschaften der „Jungen Matrosen“ des 1. Ausbildungsjahres auf dem Pionierschiff „Vorwärts“ in Rostock exemplarisch dargestellt.
Als bekannte Bezugsperson für „junge Pioniere“ in Rostock wurde der damals 47-jährige Franz Schmied 1976 von der Ostsee-Zeitung als Pädagogischer Mitarbeiter auf dem Pionierschiff “Vorwärts” dokumentiert, der bereits 1953 als gelernter Elektriker das Schiff kannte, später Leiter der Arbeitsgemeinschaft Junge Matrosen auf der ab 1955 als „Pionierschiff“ weiter existierenden „Vorwärts“ wurde, sich zum Lehrer qualifizierte und das Befähigungszeugnis A 1 (Schiffer auf Küstenfahrt) erwarb.
Die Bedeutung der Arbeitsgemeinschaft Junge Matrosen in der Pionierorganisation der DDR lag aus der Perspektive der Pädagogen zunächst in der Wissensvermittlung erster Kenntnisse und handwerklicher Fähigkeiten für die Schifffahrt durch Unterweisung, Übung  und praktische Anwendung für die teilnehmenden Schüler der 4. bis 7. Klasse beispielsweise zum Lernen vom Knoten und Spleissen (Seilkunde) sowie von Navigation auf Sicht mit dem Kutter ZK10 in der Nutzung als Ruderboot und auch als Segelboot im Boots-Dienst auf der Unterwarnow im Bereich vom „Pionierschiff Vorwärts“ und weckte in der DDR erfüllbare Berufswünsche der Schüler später ggf. bei der Handelsflotte der DDR oder auch in der Volksmarine und auch beim Fischfang.
Ungefähr im Lebensalter von 13–14 Jahren erfolgte in der 7. / 8. Klasse auf dem „Pionierschiff Vorwärts“ eine Entscheidung der Schüler und Pädagogen über die vertiefende Fortsetzung der außerunterrichtlichen Ausbildung z. B. entweder in eine Laufbahn für die Schiffsmaschine oder für die Schiffsführung was die Funktion einer ersten frühzeitigen Berufsberatung für maritime Berufe in der DDR erfüllte. Über die Pionierorganisation sammelten Schüler in der Arbeitsgemeinschaft „Junge Matrosen“ kollektive Erfahrungen durch gemeinsame Wochenenden zunächst auf dem „Pionierschiff Vorwärts“ und später in den Ferien im „Matrosenlager“ sowie in der 7. und 8. Klasse im „Sommerlager“ auch mit Motorbarkasse auf dem Bodden bei Ribnitz.
Mit dem zum (stationären) „Pionierschiff Vorwärts“ gehörenden (fahrenden) Ausbildungsschiff SEID BEREIT konnten in der 9. / 10. Klasse die Besten der dann 15–16-jährigen Schüler von Warnemünde aus auf der Ostsee  an Ausbildungsfahrten z. B. nach Wismar  und Stralsund teilnehmen und in den Sommerferien selbst bis nach Riga steuern und ihre im Verlaufe von mehreren Jahren erworbenen seemännischen Fähigkeiten unter Beweis stellen. Auch ein langjähriger Schüleraustausch von jungen Matrosen über die Pionierorganisation zwischen Moskau und Rostock mit Sommerlager und gemeinsamen Fahrten auf der Ostsee mit dem 24-m-Kutter „Seid bereit“ ist dokumentiert.
Neben dem amtierenden Leiter auf dem „Pionierschiff Vorwärts“ wurde in 1980 die Anzahl von zusätzlich fünf pädagogischen Mitarbeitern dokumentiert, die von Schülern der höheren Jahrgänge aus der Arbeitsgemeinschaft „Jungen Matrosen“ als Ferienhelfer unterstützt wurden und ca. 680 Schüler in 61 verschiedenen Arbeitsgemeinschaften betreuten. Mit Stand 1980 wurden über die Jahre insgesamt mehr als 15.000 Schülerinnen und Schüler dokumentiert, die in den Arbeitsgemeinschaften auf dem „Pionierschiff Vorwärts“ das Abc der Seefahrt am Rostocker Mühlendamm erlernten, wovon etwa 90 Prozent einen mit der Seefahrt verbundenen Beruf ergriffen und somit die Frage der zukünftigen Personalgewinnung nicht nur von Seeleuten mit den Möglichkeiten der Pionierorganisation in der DDR beantworteten.